# Прихована інфляція
Прихована інфляція — це такий стан в економіці, коли зростання рівня цін не спостерігається, але наявний дефіцит товарів та послуг, має місце штучне обмеження споживчого попиту.

## Ознаки прихованої інфляції
- тимчасове заморожування доходів та цін;
- встановлення тотального державного контролю за цінами;
- встановлення цін «стелі» та «підлоги» тощо;

## Методи вимірювання
Прихована інфляція не може бути виміряна безпосередньо, це можна зробити такими методами:
- співвідношення між контрольованими державою цінами та цінами ринку;
- зниження рівня товарно-матеріальних запасів;
- реальні втрати часу на пошук та підбір необхідних товарів;
- співвідношення між «вимушеними» заощадженнями та величиною касових залишків тощо.

## Характеристика
Прихована інфляція характеризується зовнішньою стабільністю (при активному втручанні держави), але зростанням дефіциту товарів, що також знижує реальну вартість грошей.
Таким чином, відкрита інфляція проявляється у тривалому зростанні рівня цін, прихована — у посиленні товарного дефіциту; перша характерна для ринкової, друга — для централізованої планової економіки.

## Приклад прихованої інфляції
Прикладом прихованої інфляції може бути економіка 80-х років колишнього Радянського союзу. На початок 80-х років кожний четвертий радянський карбованець, а в 1985—1990 рр. кожний третій не мав товарного забезпечення.